# Phaethon lepturus
Phaethon lepturus е вид птица от семейство Phaethontidae. Видът е незастрашен от изчезване.

## Разпространение
Видът е разпространен в Ангуила, Антигуа и Барбуда, Австралия, Американските Вирджински острови, Бахамските острови, Барбадос, Белиз, Бермудските острови, Бонер, Синт Еустациус, Саба, Бразилия, Британска индоокеанска територия, Британските Вирджински острови, Вануату, Гренада, Гуам, Гватемала, Доминика, Доминиканската република, Екваториална Гвинея, Индия, Индонезия, Камерун, Канада, Кайманови острови, Китай, Кокосови острови, Колумбия, Коморските острови, Куба, Кюрасао, Кения, Мадагаскар, Малайзия, Малдивите, Маршалови острови, Мартиника, Мавриций, Майот, Мексико, Микронезия, Монсерат, Мозамбик, Мианмар, Малки далечни острови на САЩ, Науру, Нова Каледония, Остров Рождество, Палау, Пуерто Рико, Реюнион, Северни Мариански острови, Света Елена, Възнесение, Тристан да Куня, Сейнт Китс и Невис, Сейнт Лусия, Сен Мартен, Сейнт Винсент и Гренадини, Сао Томе и Принсипи, Сейшелите, Соломоновите острови, САЩ, Танзания, Тайланд, Тонга, Тринидад и Тобаго, Търкс и Кайкос, Уолис и Футуна, Фиджи, Френска Полинезия, Филипините, Хаити, Чили, Шри Ланка, Южна Африка, Ямайка и Япония.